# Sarsameira pendula
Sarsameira pendula är en kräftdjursart som först beskrevs av Shen och Bai 1956.  Sarsameira pendula ingår i släktet Sarsameira och familjen Ameiridae. Inga underarter finns listade i Catalogue of Life.